# Vandområdeplan 1.2 Limfjorden
Vandplan 1.2 Limfjorden omfatter et areal på godt 7.600 km² hvilket udgør ca. 1/6 af Danmarks samlede areal. Hovedvandopland 1.2 Limfjorden går fra Thyborøn i vest til Hals i øst. Mod syd går det ned til Bølling Sø-området, vest for Silkeborg, og mod sydøst går der en kile ind i området syd for Hobro og Mariager Fjord. Nord for Limfjorden er store områder i Thy og Hanherred, del af planområdet, der når op omkring Brønderslev i Vendsyssel mod nord.
Det omfatter 3.743 km vandløb, 158 søer og 59 grundvandsforekomster; De største vandløb er Skive-Karup Å, Skals Å og Ryå. 
Vandplanen omfatter et område af vestkysten – området
fra Thyborøn til Bovbjerg og ud til 12 sømil fra kysten; Desuden kystvandene i området: Vestlige Limfjord (Nissum Bredning,
Venø Bugt og Kås Bredning), Centrale Limfjord (Løgstør Bredning),
Farvandet vest om Mors, Østlige Limfjord (Langerak, Nibe-Gjøl Bredning) samt den indre fjord, bestående af Skive Fjord, Hjarbæk Fjord,
Lovns- og Risgårde Bredning.
Der bor ca. 525.000 indbyggere i hovedvandoplandet
til Limfjorden, fordelt i 18 kommuner, hvoraf de 10 har arealer ud til fjorden. De største arealer ligger i Morsø, Skive, Vesthimmerlands, Thisted, Viborg, Aalborg og Jammerbugt Kommune.

## Natura 2000
I Hovedvandopland 1.2 Limfjorden ligger, helt eller delvist, 42 Habitatområder, 25 Fuglebeskyttelsesområder
og 3 Ramsarområder. Disse er samlet i 38 Natura 2000 områder, med et
samlet areal på ca. 150.000 ha, hvoraf 57 % ligger i Limfjorden.

## Indsatsprogram
I første vandplanperiode baseres indsatsen i forhold til at opfylde miljømål
i vandområderne primært på, at udledninger af miljøfarlige forurenende
stoffer skal reguleres i henhold til bekendtgørelse om miljøkvalitetskrav.
Godt 52 % af de åbne vandløb, som indgår i denne vandplan, kan ikke
forventes at leve op til de opstillede mål i 2015 uden en miljøforbedrende
indsats, som ligger ud over de gældende spildevandsplaner
og allerede vedtagne øvrige miljøforbedrende foranstaltninger. Forbedringer af vandkvaliteten i vandløbene forudsætter begrænsning
af spildevandstilførslen fra ca. 86 regnbetingede udløb fra fælles kloak,
3 renseanlæg, 23 dambrug og ca. 1000 spredtliggende ejendomme
i det åbne land.
Der er ikke i vandplanen foretaget en særskilt vurdering af bevaringsstatus
for arter og naturtyper omfattet af Habitatdirektivet. Der
henvises i stedet til Natura 2000-planerne for de pågældende områder.
Effekten og målopfyldelse af nationale handleplaner for vandmiljø
og natur, herunder vand- og Natura 2000-planer gennemføres i
Danmark med det nationale overvågningsprogram NOVANA

## Eksterne kilder og henvisninger
Vandplan 1.2 Hovedvandopland Limfjorden